# Peyresq

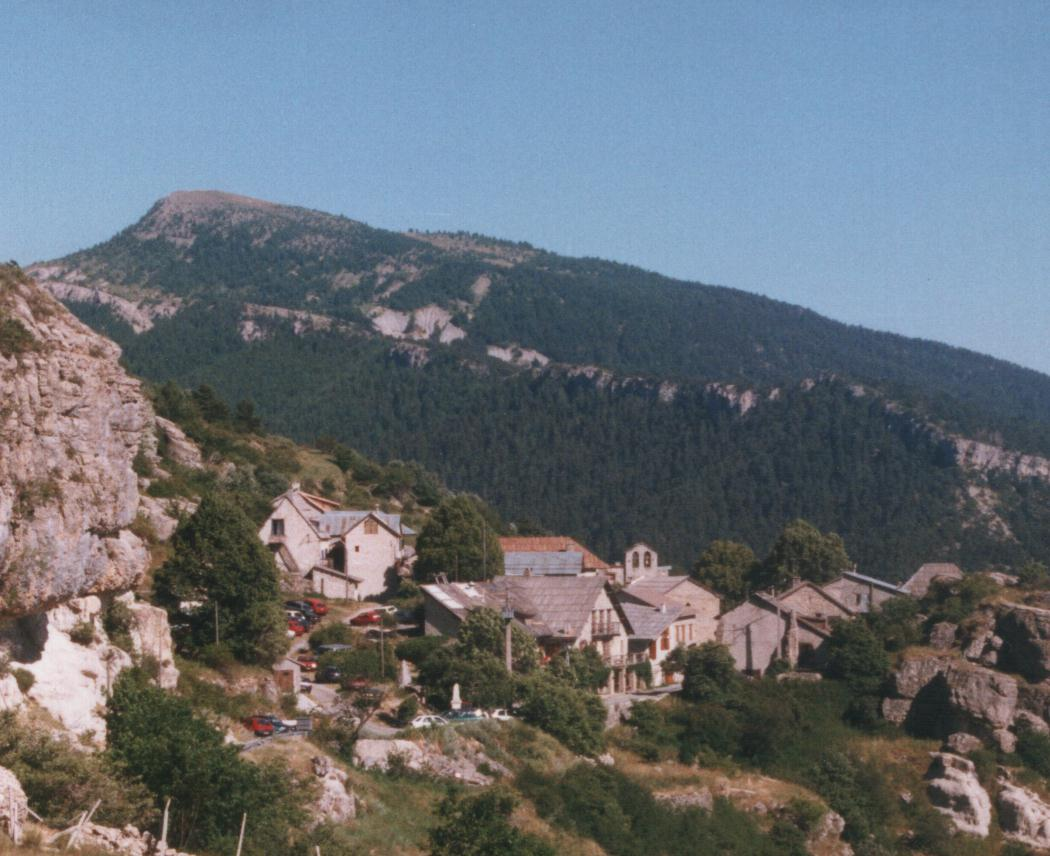
Blick über Peyresq

Peyresq ist ein Dorf im französischen Département Alpes-de-Haute-Provence. Es gehört zur Gemeinde Thorame-Haute. Das Dorf liegt am Fuß der Cassille, die zum Berg Courradour gehört, am Ende einer Straße, die vom Pass La Colle-Saint-Michel kommt und auf 1528 m Höhe über dem Tal der Vaïre liegt. Der Haltepunkt Peyresq der Bahnstrecke Nizza–Digne-les-Bains liegt etwa 7,5 km vom Ort entfernt.
Der Ort wurde erstmals im Jahr 1042 erwähnt, mit dem Namen „Petriscum“, ein Begriff der sich auf das steinige Gelände bezieht.
Peyresq ist Namensgeber für den großen Humanisten Nicolas-Claude Fabri de Peiresc (1580–1637), der allerdings den Ort nie betreten hat.
1964 fusionierte Peyresq mit Colle-Saint-Michel zur Gemeinde Saint-Michel-Peyresq, die seit 1974 zu Thorame-Haute gehört. Heute werden in Peyresq vor allem wissenschaftliche Konferenzen und Sommerschulen durchgeführt.